# Alessandro Canino
Alessandro Canino (Firenze, 14 settembre 1973) è un cantante italiano.

## Biografia

### Anni 90, 2000 e 2010
Iniziato alla musica in tenera età grazie al padre, che era un interprete di piano-bar nell'hinterland fiorentino, i suoi esordi furono sotto l'ala del maestro Giancarlo Bigazzi fino a quando fu selezionato per il Festival di Sanremo 1992 dall'allora direttore artistico e presentatore Pippo Baudo, che in lui vide subito delle potenzialità tanto da volerlo in quegli anni spesso come ospite nelle sue trasmissioni. Nell'occasione Canino presentò la canzone Brutta, che si classificò al sesto posto nella sezione "Novità" e permise all'interprete di vincere il Telegatto come rivelazione musicale dell'anno, che gli fu consegnato a Fiesole. Dello stesso anno è il primo album Alessandro Canino, cui prende parte come corista Irene Grandi, ai suoi esordi musicali.
Sono quindi seguite altre due partecipazioni alla stessa manifestazione canora sanremese (stavolta nella categoria "Big") l'anno successivo con Tu tu tu tu e nel 1994 con Crescerai. Segue l'album Tutte quelle cose nel 1997. Dallo stesso anno inizia a girare l'Europa e non solo partecipando a vari festival. Queste esperienze fanno sì che nel 1999, nel 2000 e nel 2001 torni a Sanremo non come cantante ma come inviato delle maggiori televisioni di stato delle capitali dell'est Europa. Nel contempo ha intrapreso varie attività sempre legate al mondo musicale fra cui l'apertura di un locale vicino a Firenze, con lo scopo di far esibire gruppi e cantanti emergenti, e la "Brutta srl", società di management. Per quanto riguarda la musica attiva ha continuato a esibirsi in club e locali privati e nel 2010 duetta insieme a Tonya Todisco nel singolo Eco di un addio, da lui scritto e presente nell'omonimo album della cantante.
Nel 2011 esce il singolo 4-3, il cui titolo è stato suggerito da Giancarlo Bigazzi.
A gennaio 2012 partecipa al Palaexpò di La Spezia al concerto benefico "Gli angeli del fango" per gli alluvionati della Lunigiana insieme a altri artisti.
Il 4 giugno 2013 con l'etichetta "ROS Group" del suo produttore Rossano Eleuteri esce l'album "Io" con dodici brani inediti. In seguito a questo suo ritorno sulle scene il 22 giugno 2013 la città di Venezia gli consegna il prestigioso riconoscimento del "Leone d'oro".
Il 30 giugno 2013 presso lo storico locale "La Capannina" a Forte dei Marmi è avvenuta la presentazione ufficiale dell'album "Io" con un mini live dove sono stati eseguiti nove brani. Ad agosto 2013 uno dei brani presenti nell'album, Batte, viene presentato in versione remixata per le discoteche.
In seguito ci sono state varie apparizioni in TV: citiamo Uno Mattina, "Sottovoce - Speciale San Remo" condotta da Gigi Marzullo il quale lo ha voluto anche in una puntata speciale incentrata sulla sua carriera di "Sette Note". Di rilievo anche la partecipazione a programmi cult della domenica pomeriggio come Domenica in condotta da Mara Venier, Quelli che il calcio condotta da Nicola Savino, per le reti Mediaset, "Avanti un altro!" condotta da Paolo Bonolis. Da segnalare la vincita del premio "Emozione" nella manifestazione "Il sonetto della musica italiana" svoltasi il 25 maggio 2014 al Teatro Aura di Zurigo, manifestazione a cui hanno partecipato tra gli altri Massimo Di Cataldo e Francesco Facchinetti, a testimonianza del successo che l'artista sta riscuotendo in Svizzera.
Ha giocato nella Nazionale italiana cantanti.
Nel 2017 ha partecipato al talent-show The Winner Is con la conduzione di Gerry Scotti su Canale 5, arrivando in finale e portando a casa un premio di 35000 €.
Nel 2018 partecipa al programma televisivo Ora o mai più su Rai 1 e condotto da Amadeus.
A febbraio 2019 è ospite alla selezione nazionale rumena per l'Eurovision Song Contest, dove duetta con la figlia Guya.

### Anni 2020
Dal 3 maggio 2021 conduce su Lady Radio la trasmissione Un giorno da Canino, programma che va in onda tre volte a settimana nella fascia pomeridiana. Co-conducono Lorenzo Meazzini, Luca Mariani e Franceskino Dj.

## Vita privata
Nel dicembre 1992 ha avuto la sua unica figlia Guya.

## Discografia

### Album
- 1992 - Alessandro Canino
- 1993 - Un ragazzo souvenir
- 1994 - Crescerai
- 1997 - Tutte quelle cose
- 2013 - Io

### Raccolte
- 1999 - Il meglio (D.V. More, CD DV 6366)
- 1999 - I successi (D.V. More)